# Arbitro nazionale di scacchi
La qualifica di Arbitro nazionale di scacchi è riconosciuta dalla Federazione Scacchistica Italiana. È la massima qualifica riconosciuta in Italia.

## Accesso alla qualifica di arbitro nazionale
Per essere ammessi a sostenere l'esame scritto/orale occorre essere in possesso dei seguenti requisiti: 
- essere in regola con il tesseramento da arbitro,
- aver completato un tirocinio di almeno 2 anni con la qualifica di Arbitro Candidato Nazionale.

Possono inoltre essere ammessi all'esame: 
- i candidati per i quali il completamento dei 2 anni avvenga entro 6 mesi dall'effettuazione dell'esame; in tal caso la qualifica ottenuta con il superamento dell'esame avrà decorrenza al completamento dei 2 anni di tirocinio.
- Partecipazione certificata ad almeno 1 corso di aggiornamento o ad un corso di formazione per la qualifica da ottenere. La partecipazione al corso di aggiornamento è da intendersi a partire dall'anno solare che precede la data degli esami.
- Non essere stato respinto ad un analogo esame nell'arco degli ultimi 6 mesi.
- Aver arbitrato negli ultimi 4 anni, con la qualifica di Arbitro Candidato Nazionale, almeno 4 tornei validi per l'Elo Italia/FIDE standard, di cui almeno 1 negli ultimi 12 mesi.
- Aver collaborato con almeno 2 direttori di gara.